# 李泰国

中國第一面海關旗，由李泰國設計。

李泰国（英語：Horatio Nelson Lay，1832年—1898年5月4日），英国肯特郡人，李太郭之子，1855年至1863年间任清朝政府首任海关总税务司。

## 生平
李泰国的父亲曾担任英国驻厦门领事，他鼓励少年李泰国学习中文，但是在1845年即去世，未能亲眼目睹其子在中国的成就。
1847年，李泰国被派往中国学习中文，其卓越的语言能力使其在1854年成为了英国驻上海的副领事。李泰国在此期间参与了中国海关的创建，因此于1855年被任命为首任海关总税务司。
在第二次鸦片战争期间，李泰国作为额尔金勋爵的译员参加了中英天津条约的谈判过程，在谈判中，李泰国出示了截获的文件，证实清朝谈判代表耆英对英方一味欺瞒，耆英受窘退出谈判，不久被勒令自杀。
1862年，李泰国受恭亲王奕訢委托，前往英国购买军舰，以帮助清军攻打太平天国控制的天京。当舰队于1863年到达中国时，舰队司令舍納德·阿思本拒绝接受任何中方官员的命令，声称只有同治帝通过李泰国才能指挥其舰队。清政府并不承认阿思本的特权，阿思本遂宣布辞职，并带领舰队的主要船只返回英国。李泰国也被勒令解职，其总税务司职位被交给赫德。
1863年，李泰國去職。
1864年，李泰国退出外交界，1869年後則獲日本政府聘為外籍顧問。回到英国后，他陷入财产纠纷中，于1898年去世。